# António Rodrigues Cavalheiro
António Rodrigues Cavalheiro (Lisboa, 26 de janeiro de 1902 – 1984) foi um historiador, professor, político e olissipógrafo, com fortes ligações ao Integralismo Lusitano e ao Estado Novo. Licenciado em Ciências Históricas e Geográficas pela Faculdade de Letras da Universidade de Lisboa, foi professor, primeiro no ensino liceal e, mais tarde, na Escola Naval, onde assegurou a cadeira de História Marítima.